# William Thomas Stead
William Thomas Stead (Embleton, 5 luglio 1849 – Oceano Atlantico, 15 aprile 1912) è stato un editore, giornalista e scrittore britannico, pioniere del giornalismo investigativo.
Autore di numerose campagne di grande influenza pubblicate sul Pall Mall Gazette, divenne famoso per una serie di articoli pubblicati nel 1885, The Maiden Tribute of Modern Babylon, nei quali denunciò la piaga della prostituzione minorile. Il provvedimento approvato nel 1885 con il nome di Criminal Law Amendment Act, che portò all'innalzamento da 13 a 16 anni dell'età del consenso, fu denominato anche Stead Act per il sostegno dato dal giornalista.
Stead è ritenuto l'inventore di un nuovo tipo di giornalismo che in Gran Bretagna avrebbe spianato la strada al moderno giornalismo tabloid, o giornalismo sensazionalistico. Ebbe una forte influenza nel dimostrare come la stampa potesse essere usata per influenzare l'opinione pubblica e la politica di governo; Stead definì il modello da lui promosso government by journalism (governare attraverso il giornalismo).
Fu molto noto anche per i suoi reportage sui servizi sociali per l'infanzia, sulla legislazione sociale e sulla riforma del codice penale inglese.
Morì nel 1912 nel naufragio del Titanic, sul quale viaggiava per recarsi a una conferenza a New York.

## Famiglia e gioventù

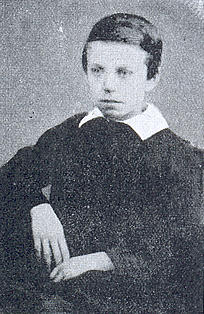
W. T. Stead da bambino.

William Thomas Stead nacque ad Embleton (Northumberland), figlio del pastore congregazionalista William Stead (1814 – 1884) e di sua moglie Isabella Jobson (1824 – 1875). Un anno dopo la sua nascita, la famiglia si trasferì a Howdone upon Tyne, dove nacque il fratello minore Francis Herbert Stead, che si aggiunse al nucleo familiare composto da altre due figlie e due figli.
Inizialmente fu il padre a occuparsi dell'istruzione di William. All'età di cinque anni il bambino conosceva bene le sacre scritture e si diceva fosse capace di leggere il latino al pari della sua lingua madre. A prescindere dall'educazione paterna, fu la madre che esercitò un'influenza più duratura sulla sua carriera. Uno dei principali ricordi di William fu la campagna locale condotta dalla madre contro i Contagious Diseases Acts, che obbligavano le prostitute a sottoporsi a controlli medici obbligatori. Dopo due anni di studio presso la scuola di Silcoates a Wakefield, il giovane William iniziò a lavorare come apprendista presso l'ufficio commerciale di un mercante e viceconsole russo, a Newcastle upon Tyne.

## IlNorthern Echo
A partire dal 1870 Stead scrisse alcuni articoli nel nuovo giornale liberale The Northern Echo di Darlington, di cui, nonostante la sua inesperienza, diventò poi redattore nel 1871. A soli 22 anni fu riconosciuto come il più giovane redattore di tutto il paese.
In un periodo in cui le forze trainanti dell'Inghilterra erano la rivoluzione industriale e il capitalismo, Stead sfruttò queste condizioni a suo vantaggio, utilizzando le eccellenti reti ferroviarie di Darlington per accrescere la distribuzione del giornale a livello nazionale.
Stead si sentiva investito da una missione morale. Egli intendeva trasformare il Northern Echo in un "motore di riforme sociali", e considerava il suo lavoro di giornalista "una gloriosa opportunità per attaccare il demonio". Riteneva che i giornali, oltre a fungere da strumento d'informazione e intrattenimento, dovessero anche promuovere la causa del liberalismo, della giustizia sociale e della moralità. Uno dei suoi primi articoli di fondo fu la prostituzione, un tema che avrebbe destato scalpore e agitazione nei lettori più rispettabili. Questa scelta lo espose subito a censure da parte della stampa, ma divenne in seguito anche l'argomento che gli permise di raggiungere il culmine della notorietà nel giornalismo.
Nel 1873 sposò Emma Lucy Wilson (1849–1932), un'amica d'infanzia e figlia di un mercante e armatore locale, dalla quale ebbe sei figli.
Stead, giorno dopo giorno, attraverso il suo giornale, rivolgeva i suoi strali contro le ingiustizie sociali e la corruzione, senza curarsi dell'approvazione o meno di questa linea editoriale da parte degli investitori della stampa. Era un fervido sostenitore della pena di morte e in politica aveva delle riserve sull'estensione del diritto di voto ai poveri, poiché temeva che avrebbe portato a pessimi risultati, estendendolo di conseguenza anche a uomini ignoranti.
Nel 1876 si unì a una campagna per l'abrogazione dei Contagious Diseases Acts, diventando amico della femminista Josephine Butler. La legge fu poi abrogata nel 1886.
Sempre nel 1876 Stead guadagnò notorietà pubblicando un reportage sulle rivolte per le atrocità bulgare. Scrisse una feroce invettiva contro "l'osceno e immorale dispotismo turco", rivolgendo nel contempo un rimprovero al Primo Ministro Benjamin Disraeli e alla sua "intera tribù di castrati morali" per l'indolenza della Gran Bretagna. Gli fu anche attribuito di essere stato uno dei fattori determinanti nella vittoria di Gladstone nelle elezioni generali del 1880, con le quali il premier liberale si garantì il suo il terzo mandato con una maggioranza schiacciante.

## IlPall Mall Gazette (1883-1889)
Nel 1880 Stead lasciò il Northern Echo e si recò a Londra per lavorare come assistente editore di John Morley, editore del giornale liberale Pall Mall (un precursore del London Evening Standard). Nonostante non gli piacesse Londra, e tantomeno i giornali londinesi, accettò il lavoro e, quando Morley fu eletto al Parlamento, Stead prese il suo posto (1883–1889). Iniziò a rivoluzionare il giornale conservatore e tradizionale, "scritto da gentiluomini per gentiluomini", sostenendo invece la sua personale formula del "Governo del Giornalismo". Nel corso dei sette anni seguenti, William sviluppò ciò a cui Matthew Arnold diede il nome di "Nuovo Giornalismo".
La prima campagna avviata da Stead si basò su un libretto anticonformista,The Bitter Cry of Outcast London, scritto da Andrew Mearns e William C. Preston. Da questo egli prese spunto per raccontare la squallida vita dei quartieri più poveri di Londra e con i suoi articoli riuscì a ottenere il suo primo successo: in seguito alla sua campagna, una commissione reale indusse il governo a ripulire i quartieri bassi e a incentivare la diffusione di alloggi a basso prezzo.
Le innovazioni come editore del Gazette, che più in generale diedero una nuova dimensione al giornalismo britannico, inclusero l'uso di mappe e diagrammi, la frammentazione di lunghi articoli con l'impiego di sottotitoli accattivanti, l'integrazione dell'opinione personale dell'autore dell'articolo e degli intervistati. La sua intraprendenza e originalità esercitarono una potente influenza sul giornalismo e sulla politica contemporanei.
Nel 1884, con la sua famosa intervista al generale Gordon, Stead introdusse per primo l'uso di questo modello giornalistico nella stampa britannica. La sua capacità innovativa si manifestò anche nell'accurata scelta dei titoli di apertura del giornale, finalizzata a colpire il lettore attraverso l'uso di studiati ed efficaci termini; in occasione della morte di Gordon a Khartoum nel 1885, aprì con "TOO LATE!", in chiaro segno di protesta per il fallimento della costosissima spedizione inviata in soccorso ad un eroe nazionale.
Gli fu anche riconosciuto di aver creato la moderna tecnica giornalistica di creare la notizia, piuttosto che riportare semplicemente l'evento, con la sua più famosa "indagine", ovvero il caso di Eliza Armstrong.
Il cosiddetto "nuovo giornalismo" non fu ben accolto dai londinesi tradizionalisti. Il poeta Algernon Swinburne odiava così tanto il modello giornalistico di Stead da soprannominare il suo giornale "Gazzetta del letamaio", e l'illustre romanziere Arnold, soprattutto a causa dei metodi spregiudicati perseguiti da Stead per realizzare i suoi articoli più eclatanti, come nel caso Eliza Armstrong, condannò il suo stile rivoluzionario definendolo folle.

### Il caso Eliza Armstrong
Nell'estate del 1885 Stead scioccò il mondo con una delle storie più sensazionali mai pubblicate in un giornale vittoriano. A sostegno della campagna di Josephine Butler per l'abrogazione dei Contagious Diseases Acts, Stead denunciò il commercio della prostituzione di minori gestito dalla malavita di Londra. Fu un vero sconcerto per il giornalista apprendere che il governo era a conoscenza del problema, ma aveva chiuso un occhio per proteggere i clienti benestanti coinvolti nella faccenda.
Infuriato, espose tutta la questione in una serie di articoli dal sensazionalistico titolo The Maiden Tribute of Modern Babylon. Rivolgendosi alla parte rispettabile della società, descrisse l'immoralità del sordido mondo dei bordelli della capitale, frequentato da membri della classe agiata, nel quale venivano avviate alla prostituzione, spesso dietro somministrazione di droghe, adolescenti provenienti da famiglie ridotte in povertà, vendute a volte per pochi spiccioli dai loro stessi genitori.
Per dimostrare la veridicità delle sue rivelazioni sulla prostituzione minorile e rendere evidente la facilità con cui potevano essere comprate quelle povere vittime, Stead inscenò "l'acquisto" di Eliza Armstrong, la figlia tredicenne di uno spazzacamino. Grazie a questo stratagemma, quanto già denunciato da altre associazioni di donne che si battevano contro questa vendita di esseri umani, divenne inconfutabile, e Staed documentò questo commercio nei suoi articoli, che rappresentano uno dei primi esempi di giornalismo investigativo. Essi vennero pubblicati con questa premessa:
"Tutti gli schizzinosi, i moralisti, e tutti coloro i quali preferirebbero vivere nel paradiso mentale di uno sciocco, costituito da un'innocenza e una purezza immaginaria, egoisticamente dimentichi dell'orribile realtà che tormenta le vite di coloro che sono passati attraverso l'inferno di Londra, farebbero bene a non leggere il Pall Mall Gazette di lunedì e dei seguenti tre giorni."
Anche grazie a questo accattivante avvertimento, la popolarità degli articoli fu così vasta che le copie furono vendute tutte in brevissimo tempo e il rivale Globe dovette rifornire le scorte del Pall Mall Gazette.
Il coinvolgimento diretto di Staed in questa inchiesta sul commercio di minori, lo condusse alla condanna a un periodo di detenzione di tre mesi nelle prigioni di Coldbath Fields e di Holloway, con l'accusa di sequestro di persona e di "assalto indecente".
La campagna del Maiden Tribute fu il punto più alto della carriera di Stead nel giornalismo. La serie di articoli ispirò George Bernard Shaw nella scrittura di Pygmalion e nel dare il nome di Eliza al suo personaggio principale. Un altro dei personaggi descritti, il "Minotauro di Londra" si ritiene abbia ispirato Lo strano caso del dottor Jekyll e del signor Hyde.

## IlReview of Reviews

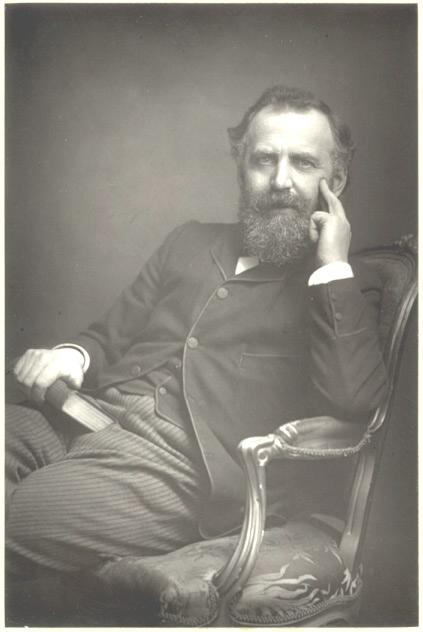
Stead nel 1881.

Stead si dimise da direttore del Pall Mall nel 1889 e un anno dopo, con il proprietario di Tit-Bits, Sir George Newnes, fondò il Review of Reviews, un mensile di grande successo. Il giornale raggiunse subito un ampio pubblico. Stead fu il primo editore ad assumere delle donne come giornaliste.
Oltre a dozzine di recensioni di giornali e libri, Pall Mall presentava una cronaca degli avvenimenti del mondo in diretta, intitolata "The Progress of the World", e una vignetta comica raffigurante una "celebrità" vivente. La prima edizione fu un immediato successo e ricevette un considerevole numero di messaggi di gradimento, anche da parte di personaggi importanti del tempo. Rappresentò il culmine del suo prestigio professionale.
Tra il 1893-1884 Stead visse a Chicago per diversi mesi, sostenendo una campagna contro i bordelli ed i pub, e pubblicò If Christ Came to Chicago, un reportage provocatorio sulla corruzione politica di Chicago e sull'economia sommersa.
All'inizio del 1895 pubblicò a buon mercato delle ristampe della letteratura classica, nelle collane Penny Poets e Penny Popular Novels, e diventò il principale editore di tascabili dell'era vittoriana.
Il numero delle sue pubblicazioni aumentò progressivamente, data la sua abilità di scrittore, e in ogni argomento manifestò il suo fervore sensazionalistico: dal The Truth about Russia (1888) al If Christ Came to Chicago! (Laird & Lee, 1894), e dal Mrs Booth (1900) al The Americanisation of the World (1901).
Nel 1904 Stead lanciò il Daily Paper, che fallì dopo sei settimane e gli fece perdere 35.000 sterline (circa 3 milioni di sterline, al valore del 2012) e patire un crollo nervoso.

## Il movimento pacifista
Stead diventò un entusiasta sostenitore del movimento pacifista e di tanti altri movimenti, popolari e non, nei quali il suo essere un profondo visionario aveva generalmente avuto una forte impressione sul pubblico, sebbene una considerevole cerchia di ammiratori e seguaci vedesse in lui una certa determinazione pratica, come un visionario, nonostante la sua determinazione pratica fosse riconosciuta da una considerabile cerchia di ammiratori e seguaci.
Fu un pacifista e un promotore di pace, che prediligeva una "Unione di Stati d'Europa" e una "Corte Suprema di Giustizia al di sopra delle nazioni" (una prima versione di Organizzazione delle Nazioni Unite), anche se preferiva comunque l'utilizzo della forza per difendere la legge.
Partecipò ampiamente alle Conferenze di Pace dell'Aia del 1899 e 1907; per la prima delle due stampò un quotidiano, per tutta la durata di quattro mesi di conferenza. All'interno del Palazzo della Pace a L'Aia c'è un busto di Stead e, come risultato di queste attività, egli fu nominato più volte per il Premio Nobel per la pace.

## Incontro con William Randolph Hearst
Un anno prima alla guerra tra Spagna e America, W. T. Stead si recò a New York per incontrare William Randolph Hearst e insegnargli il "Governo del Giornalismo".

## Viaggio in Russia
Nel 1905 Stead fece un viaggio in Russia, con l'intento di riuscire a convincere i conservativi ed i rivoluzionari russi a cessare la violenza e a riconciliarsi, ma il suo tour ed i suoi discorsi si rivelarono un insuccesso.

## Lo Spiritualismo

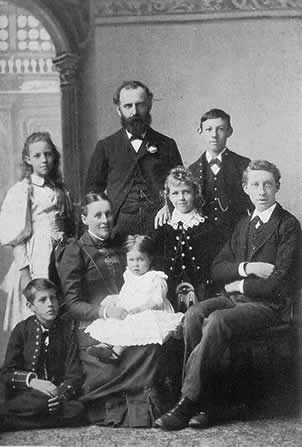
Stead con la sua famiglia.

Negli anni Novanta dell'Ottocento Stead si interessò sempre più allo spiritualismo. Nel 1893 fondò un trimestrale spiritualista, il Borderland, esempio del suo interesse nella ricerca psichica. Come assistente nella direzione del giornale assunse Ada Goodrich Freer che contribuì scrivendo sotto lo pseudonimo di "Miss X". Il giornale cessò di essere pubblicato nel 1897.
Stead affermò di avere l'abitudine di comunicare tramite la telepatia e la scrittura automatica, e di ricevere messaggi dal mondo degli spiriti. Lo spirito con il quale dichiarò di avere contatti venne identificato con la defunta Julia A. Ames, una giornalista e riformatrice americana incontrata nel 1890, e morta poco tempo dopo. Nel 1909 Stead fondò Julia's Bureau, un'istituzione pubblica dove chiunque avesse avuto domande avrebbe potuto ottenere informazioni riguardo al mondo degli spiriti, grazie all'aiuto di un gruppo medium, lì residenti.
Questa sua dedizione allo spiritualismo fu uno dei fattori che allontanò Stead dal grande pubblico. Il fisiologo Ivor Lloyd Tuckett scrisse che Stead non aveva una base scientifica e lo definì un credulone. Nello specifico, Tuckett esaminò il caso della "fotografia spirito", che Stead aveva affermato essere autentica, e lo smentì. Stead, in un'immagine scattata da un fotografo, era stato ritratto in compagnia di un presunto soldato defunto, noto come "Piet Botha". Il giornalista aveva sostenuto che il fotografo non poteva essere intervenuto in alcun modo ad aggiungere questa figura, non potendo essere al corrente dell'esistenza del soldato. Ben presto però, Tuckett scoprì che nel 1899 era stato pubblicato un articolo su Pietrus Botha in un settimanale, con tanto di ritratto ed informazioni personali, ed il caso fu smentito.
Nei primi anni del XX secolo, Arthur Conan Doyle e Stead sostennero che i maghi Julius e Agnes Zancig possedevano poteri psichici e telepatici. Nel 1924 questi ultimi però confessarono che il loro spettacolo della lettura della mente non era altro che un trucco, e pubblicarono un codice segreto e tutti i dettagli del metodo per eseguirlo, sotto il titolo di Our Secrets! in un giornale londinese.
Dieci anni dopo la tragedia del Titanic, la figlia di Stead, Estelle, pubblicò The Blue Island: Experiences of a New Arrival Beyond the Veil, un testo scritto utilizzando la scrittura automatica, sotto supervisione di una medium che riteneva di essere in grado di mettere in contatto la donna con lo spirito del defunto padre, durante la stesura del racconto. Estelle sostenne che il manoscritto rappresentò un reale mezzo di comunicazione con lo spirito di William, ed a testimonianza di ciò, utilizzò come prova un confronto tra il testo da lei scritto e la scrittura di William Thomas Stead. Ciò a cui la donna si appellò come prova d'autenticità delle sue affermazioni è un'apparente analogia tra lo stile utilizzato da Stead nei testi da lui pubblicati e quello scritto da lei, con il metodo della scrittura automatica.

## Morte a bordo delTitanic
William Thomas Stead s'imbarcò sul Titanic per una visita negli Stati Uniti d'America per partecipare a un congresso sulla pace presso il Carnegie Hall, su richiesta del Presidente Taft. I sopravvissuti del Titanic riferirono un poco delle ultime ore di Stead, trascorse chiacchierando durante la cena con gli altri commensali. Dopo averli dilettati con varie storie elettrizzanti, fra cui quella di una mummia maledetta del British Museum, egli si era ritirato nella sua stanza alle 22:30. All'impatto della nave con l'iceberg, Stead aiutò diverse donne e bambini a salire sulle scialuppe di salvataggio, in un atto "tipico della sua generosità, del suo coraggio e della sua umanità", e diede il suo giubbotto di salvataggio a un altro passeggero. Ci fu più tardi un ultimo avvistamento di Stead, da parte del sopravvissuto Philip Mock, che lo vide avvinghiato a una zattera con John Jacob Astor IV. "I loro piedi divennero gelidi", racconta Mock, "e loro furono costretti a lasciare la presa. Entrambi annegarono." Il corpo di Stead non fu mai ritrovato.
Stead aveva spesso affermato che secondo lui sarebbe morto per linciaggio o per annegamento, e aveva anche pubblicato due opere che acquistarono una grande importanza alla luce del suo destino a bordo del Titanic. Il 22 marzo 1886 pubblicò How the Mail Steamer went down in Mid Atlantic by a Survivor, una breve storia il cui tema centrale è lo scontro di un battello a vapore con un'altra nave. Nel racconto inventato da Stead, il risultato dell'incidente è un considerevole numero di morti, dovuto a un'insufficiente scorta di giubbotti di salvataggio per i passeggeri. In calce al testo, è presente un commento dell'autore, che, quasi profetizzando la tragedia del Titanic, recita: "Questo è esattamente ciò che potrebbe succedere, e succederà, se i transatlantici verranno spediti in mare a corto di scialuppe".
Nel 1892 pubblicò una storia intitolata From the Old World to the New, in cui un'imbarcazione, il Majestic, aveva messo in salvo i sopravvissuti di un'altra nave che aveva urtato un iceberg.

## Tributi
In seguito alla sua morte, Stead fu largamente riconosciuto come il più grande giornalista della sua epoca. Il suo amico Lord Milner lo elogiò definendolo come un tenace combattente, sempre convinto di essere dalla parte dei buoni.

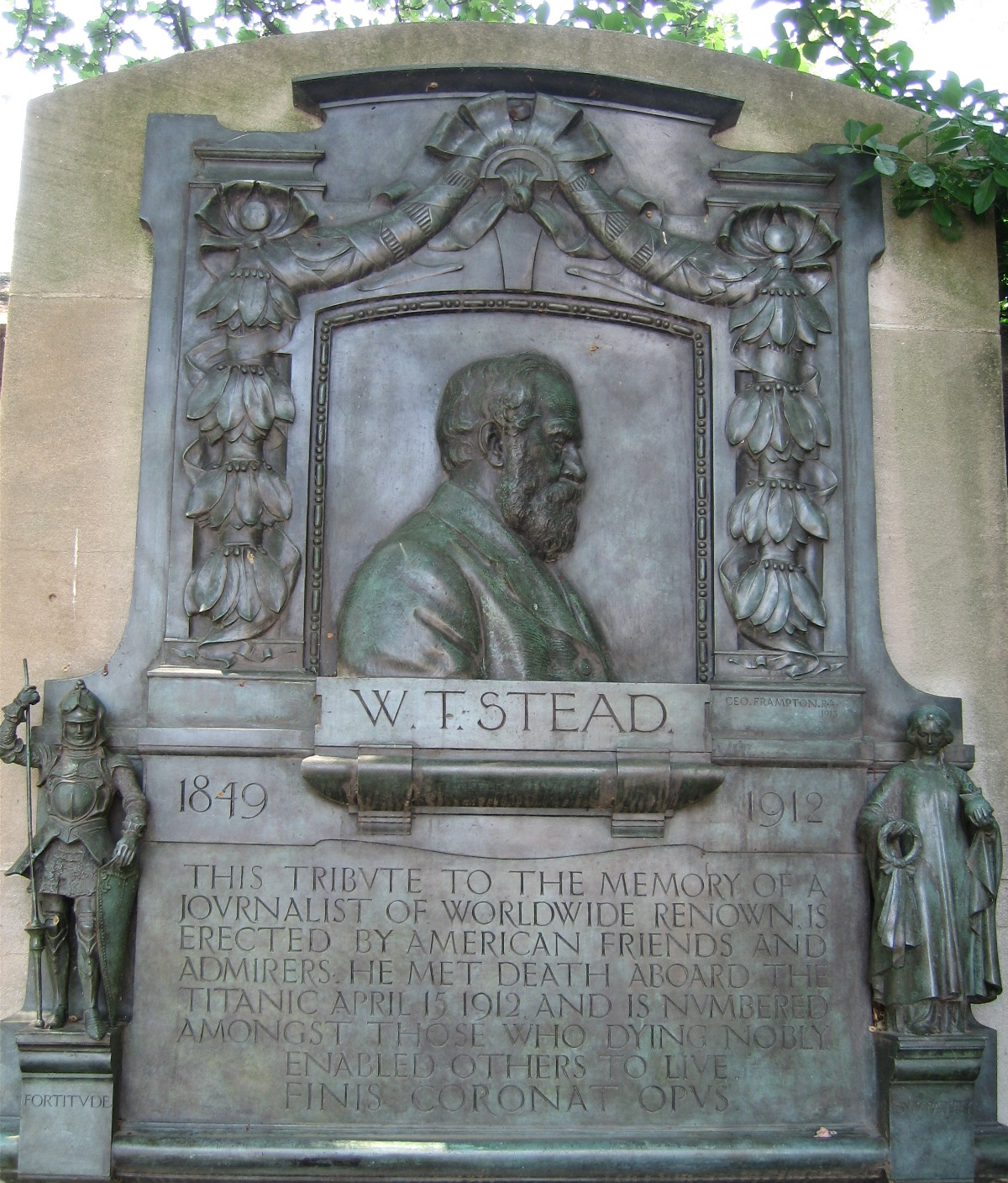
Targa commemorativa di Central Park, New York.

La sua grande energia ha aiutato a rivoluzionare il mondo del giornalismo vittoriano, mentre il suo sensazionalismo e la sua indignazione, compresenti nei suoi scritti, sono diventati ora attributi familiari. È stato di esempio per i moderni tabloid britannici, per più di un secolo. Secondo l'autore della sua biografia, W. Sydney Robinson, "...egli ha aggrovigliato i fatti, inventato storie e bugie, tradito le confidenze, ma sempre con un genuino desiderio di riformare il mondo, e se stesso". Stando a ciò che disse Dominic Sandbrook, "gli articoli di Stead hanno costretto i lettori a confrontare il lato vulnerabile della loro stessa civiltà, ma l'editore probabilmente ne sapeva molto di più del lato oscuro del mondo di quanto volesse dare a vedere. Aveva in mano uno specchio della società vittoriana, ma in fondo era in collera con il suo stesso riflesso, come tanti giornalisti tabloid."
Secondo Roy Jenkins, Stead sarebbe "la figura più sensazionale del giornalismo del XIX secolo".
Nel 1920 all'interno del Central Park di New York è stata eretta una targa commemorativo in suo onore, che recita: "W.T. Stead 1849–1912. Questo tributo alla memoria di un giornalista rinomato in tutto il mondo è eretto dagli amici ed ammiratori americani. Lui ha incontrato la morte nel Titanic, il 15 aprile 1912, ed è incluso nel numero di coloro i quali, morendo nobilmente, hanno permesso agli altri di vivere."
Una copia in bronzo si trova a Thames Embankment, non lontano da Temple, dove Stead aveva un ufficio.
Una targa commemorativa a Stead si trova anche nella sua ultima casa, al numero 5 di Smith Square, dove aveva vissuto dal 1904 al 1912. Fu scoperta il 28 giugno 2004, con la presenza del suo bis-bisnipote, il tredicenne Miles Stead. La targa fu sponsorizzata dal Stead Memorial Society.

## Risorse

### Archivi
Presso Churchill Archives Centre di Cambridge sono custodite 14 scatole di giornali di William Thomas Stead.
Altri scritti di William Thomas Stead sono tenuti nella Women's Library presso la biblioteca della London School of Economics.